# Vật chất tối nóng
Vật chất tối nóng (HDM) là một hình thức lý thuyết của vật chất tối trong đó bao gồm các hạt chuyển động với vận tốc ultrarelativistic.
Vật chất tối là một dạng vật chất không phát ra cũng không hấp thụ ánh sáng. Trong vật lý, hành vi này được đặc trưng bởi vật chất tối không tương tác với bức xạ điện từ, do đó làm cho nó tối và khiến nó không thể phát hiện được thông qua các công cụ thông thường trong vật lý. Dữ liệu từ các đường cong xoay của thiên hà cho thấy có thể nhìn thấy khoảng 80% khối lượng của một thiên hà, buộc các nhà nghiên cứu phải đổi mới cách gián tiếp phát hiện ra nó thông qua các tác động của vật chất tối đối với dao động của lực hấp dẫn. Không tồn tại sự đồng thuận trong cộng đồng vật lý lý thuyết về việc liệu vật chất tối có chia thành nhiều loại 'khác nhau hay không, nhưng vẫn tồn tại bằng chứng phân biệt vật chất tối thành loại "nóng" (HDM) và " lạnh " (CDM) mà một số người thậm chí còn đề xuất giữa mặt đất của vật chất tối "ấm" (WDM). Thuật ngữ này không có nghĩa là gọi bất kỳ mối liên hệ nào với nhiệt độ, mà thay vào đó đề cập đến kích thước của các hạt vật chất tối có ý nghĩa (WIMP). Đổi lại, kích thước của các hạt xác định vận tốc mà chúng di chuyển trong mối quan hệ nghịch đảo: HDM di chuyển nhanh hơn CDM vì các hạt HDM trên cơ sở lý thuyết là có khối lượng thấp hơn.

## Vai trò trong sự hình thành thiên hà

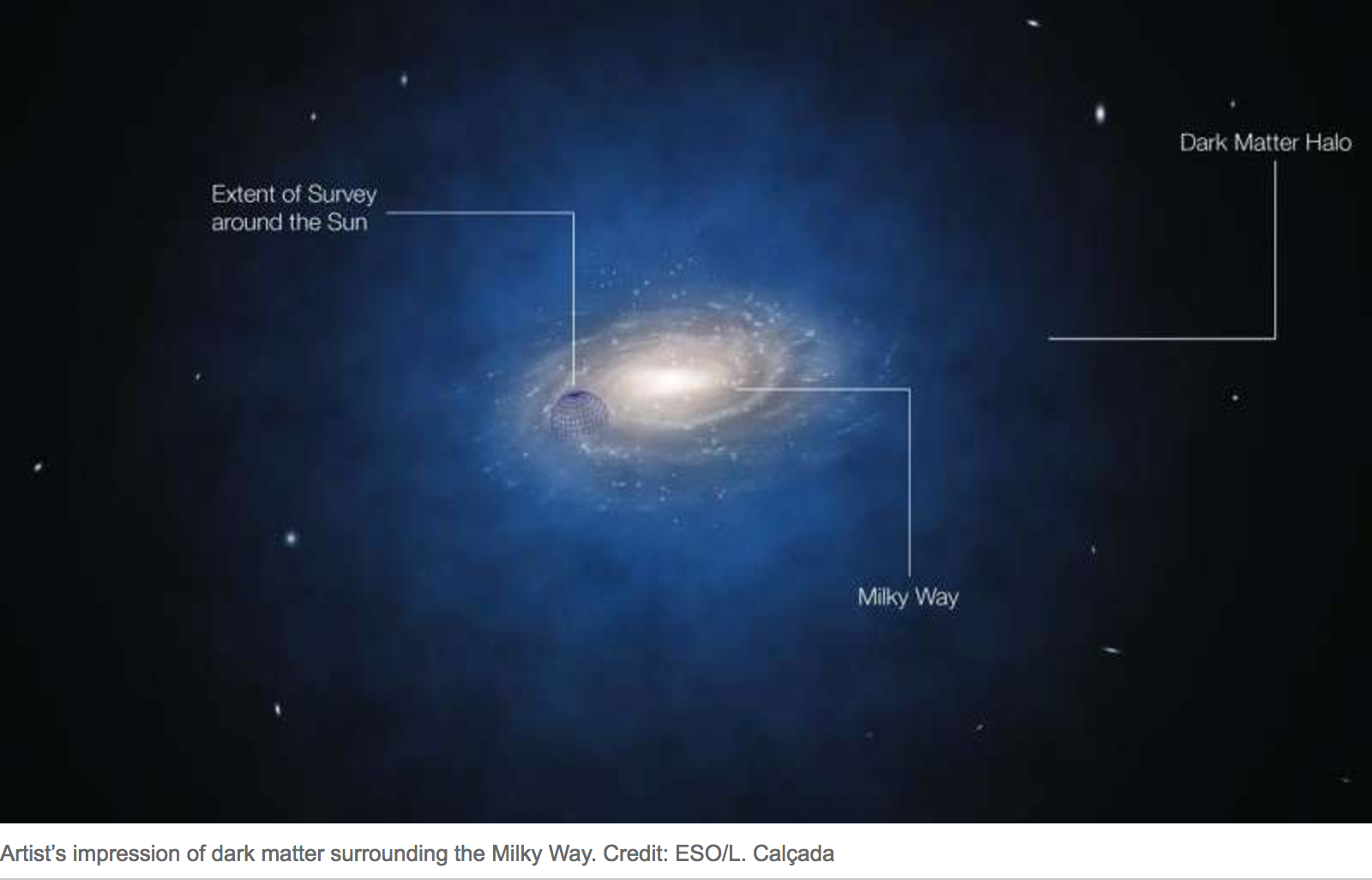
Ấn tượng của nghệ sĩ về vật chất tối xung quanh Dải Ngân hà. Tín dụng: ESO / L. Calçada

Về mặt ứng dụng của nó, việc phân phối vật chất tối nóng cũng có thể giúp giải thích cách các cụm và siêu đám thiên hà hình thành sau Vụ nổ lớn Big Bang. Các nhà lý luận cho rằng tồn tại hai loại vật chất tối: 1) những nhóm "tập hợp xung quanh các thành viên riêng lẻ của một cụm thiên hà có thể nhìn thấy" và 2) bao gồm "toàn bộ cụm". Bởi vì vật chất tối lạnh có vận tốc thấp hơn, nó có thể là nguồn gốc của "các khối nhỏ hơn, có kích thước thiên hà", như trong hình. Sau đó, vật chất tối nóng nên tương ứng với sự hình thành các tập hợp khối lớn hơn bao quanh toàn bộ cụm thiên hà. Tuy nhiên, dữ liệu từ bức xạ nền vi sóng vũ trụ, được đo bằng vệ tinh COBE, có độ đồng đều cao và các hạt vật chất tối nóng tốc độ cao như vậy không thể hình thành các khối nhỏ như các thiên hà bắt đầu từ trạng thái ban đầu trơn tru như vậy, làm nổi bật sự khác biệt trong lý thuyết vật chất tối và dữ liệu thực tế đang nói. Về mặt lý thuyết, để giải thích các cấu trúc quy mô tương đối nhỏ trong Vũ trụ có thể quan sát được, cần phải gọi vật chất tối lạnh hoặc WDM. Nói cách khác, vật chất tối nóng là chất duy nhất trong việc giải thích sự hình thành thiên hà vũ trụ không còn khả thi, đặt vật chất tối nóng dưới cái ô lớn hơn của lý thuyết vật chất tối hỗn hợp (MDM).

## Neutrino
Một ví dụ về hạt vật chất tối nóng là neutrino. Neutrino có khối lượng rất nhỏ và không tham gia vào hai trong bốn lực cơ bản, tương tác điện từ và tương tác mạnh. Chúng tương tác bởi sự tương tác yếu và lực hấp dẫn, nhưng do sức mạnh yếu ớt của các lực này, chúng rất khó bị phát hiện. Một số dự án, chẳng hạn như đài thiên văn neutrino Super-Kamiokande, ở Gifu, Nhật Bản hiện đang nghiên cứu các neutrino này.

## đọc thêm
- Bertone, Gianfranco (2010). Particle Dark Matter: Observations, Models and Searches. Cambridge University Press. tr. 762. ISBN 978-0-521-76368-4.  Bertone, Gianfranco (2010). Particle Dark Matter: Observations, Models and Searches. Cambridge University Press. tr. 762. ISBN 978-0-521-76368-4.  Bertone, Gianfranco (2010). Particle Dark Matter: Observations, Models and Searches. Cambridge University Press. tr. 762. ISBN 978-0-521-76368-4.

## liên kết ngoài
- Vật chất tối nóng bỏng của Berkeley Lưu trữ ngày 16 tháng 2 năm 2003 tại Wayback Machine
- Vật chất tối